# Edina Antal
Edina Antal (ur. 19 lutego 1990) – węgierska szpadzistka.

## Życiorys
W swoim dorobku ma brązowy medal mistrzostw Europy (2013) w konkurencji drużynowej.